# 保罗·科尔尼

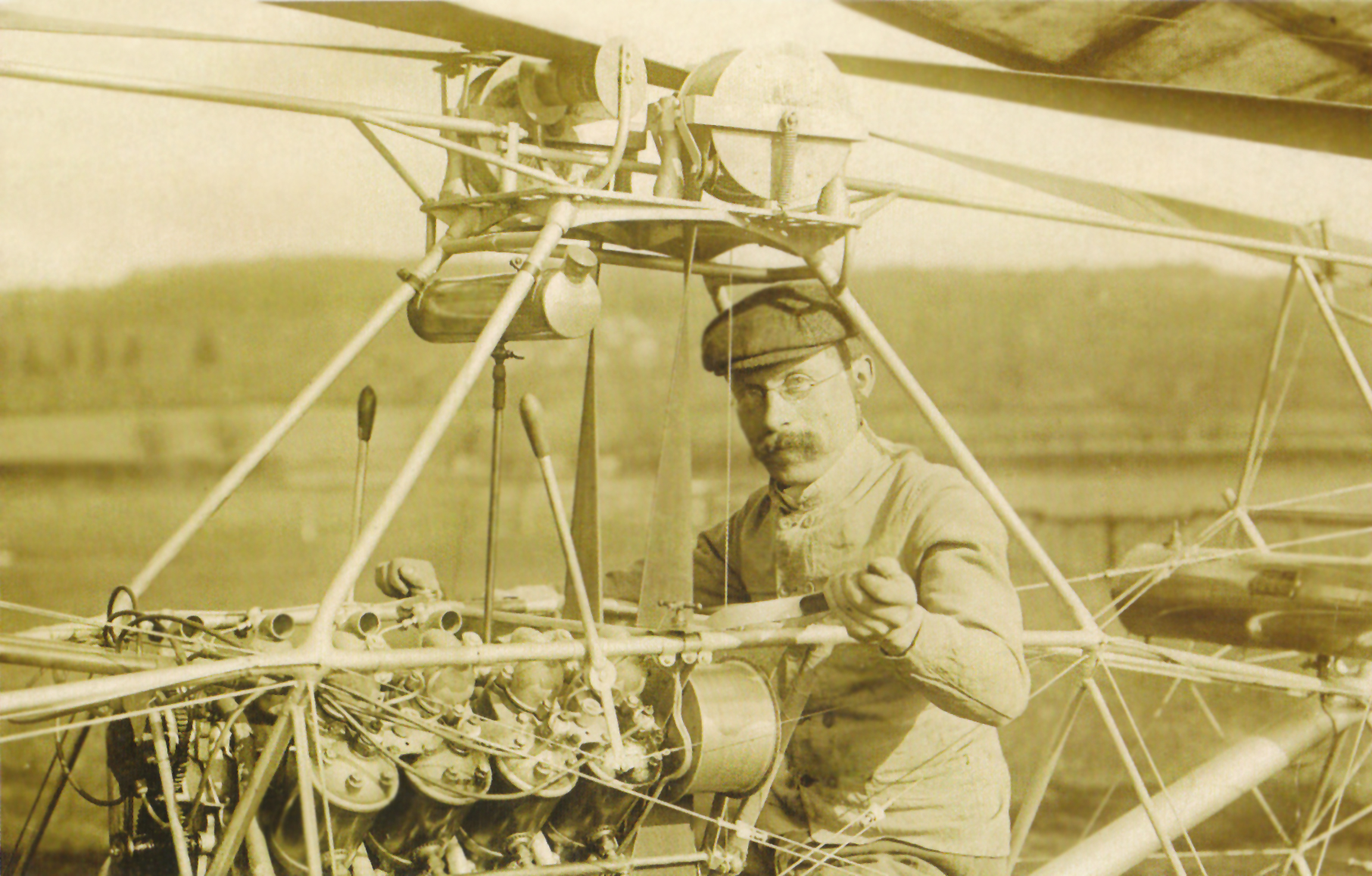
保罗·科尔尼

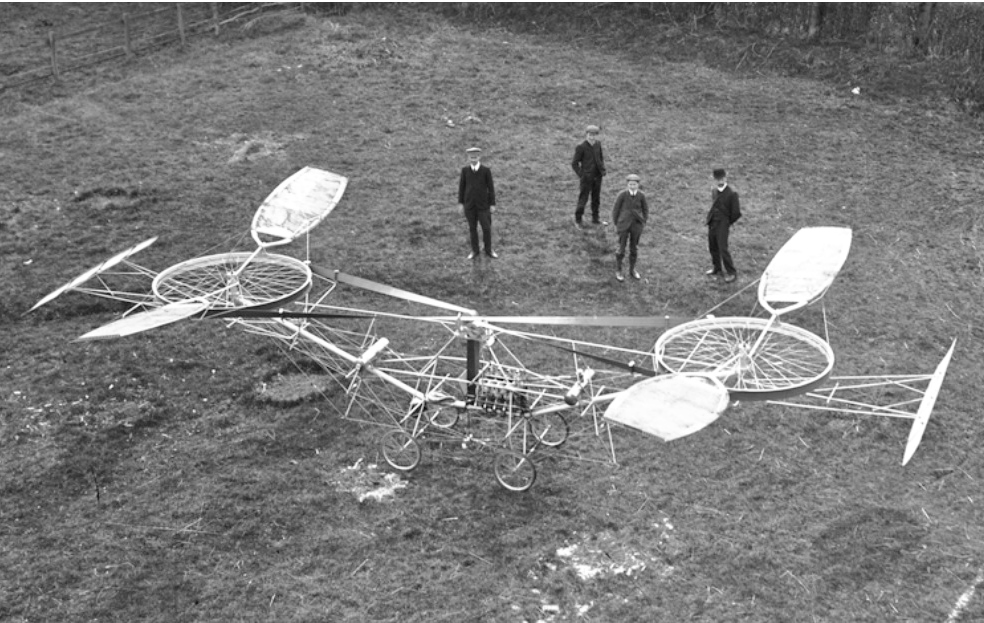
科尔尼的直升机

保罗·科尔尼（法語：Paul Cornu，1881年6月15日—1944年6月6日）是一名法国工程师。

## 生平
生于奥恩省格洛拉费里耶尔（Glos-la-Ferrière）。科尔尼设计了第一架载人的直升机并于1907年11月13日在法国卡尔瓦多斯省利雪（Lisieux）进行了首次飞行。这次飞行载着科尔尼在30 cm (1 ft)高的地方停留了20秒。这在某种意义上代表了直升机的首次载人飞行，这架直升机使用了24马力的Antoinette发动机。
但是这架直升机并不能操纵，在飞行几次后就被遗弃。
科尔尼1944年死于利雪。